# Cegła (album)
Cegła – pierwszy studyjny album polskiego zespołu muzycznego Dżem, wydany w październiku 1985 nakładem wytwórni Polskie Nagrania „Muza”.
Nagrań dokonano w studio Polskich Nagrań w Warszawie w dniach 28 stycznia – 18 lutego 1985 roku. Realizacja dźwięku – Krystyna Urbańska i Maria Olszewska. Projekt okładki – Mirosław Ryszard Makowski.
Zawiera ona utwory stanowiące klasykę nie tylko w skali Dżemu. Stanowi ona zapis fascynacji muzycznych członków grupy. W poszczególnych utworach można usłyszeć różne gatunki muzyczne. Blues to styl utworów "Oh, Słodka" i "Czerwony jak cegła", tradycyjny rock to utwory "Powiał boczny wiatr" i "Nieudany skok", country – "Whisky", natomiast reggae słychać w utworze "Kim jestem – jestem sobie".
W studiu album został nagrany partiami, każdy muzyk nagrywał swoją partię osobno. Ten sposób nagrania sprawił, iż nie udało się przekazać na płycie tych emocji, które były szczególnie odczuwalne na koncertach grupy.
Na sukces tej płyty niewątpliwie wpłynął długi okres oczekiwania na jej ukazanie się. Warto przypomnieć, że pierwszy wielki przebój zespołu Dżem to "Paw" wylansowany w 1981 roku. Kolejne lata przyniosły następne wielkie przeboje zespołu, lecz ich pierwsza płyta ukazała się dopiero po czterech latach. Gdy więc utwory z tego okresu trafiły na płytę, były słuchaczom już bardzo dobrze znane, głównie z koncertów oraz częściowo z audycji radiowych.
Płyta Cegła zdobyła nagrodę "Metronom" Sztandaru Młodych oraz uzyskała tytuł płyty roku w ankiecie czytelników Jazz Forum.

## Lista utworów
1. "Czerwony jak cegła" (muz. R. Riedel, J. Styczyński, sł. K. Galaś) – (05:15)
2. "Whisky" (muz. A. Otręba, R. Riedel, sł. K. Gayer R. Riedel) – (05:10)
3. "Nieudany skok" (muz. R. Riedel, J. Styczyński, sł. R. Riedel) – (03:53)
4. "Ballada o dziwnym malarzu" (muz. Dżem, sł. K. Galaś) – (06:16)
5. "Jesiony" (muz. L. Faliński, R. Riedel sł. K. Galaś) – (05:00)
6. "Powiał boczny wiatr" (muz. A. Otręba, R. Riedel, sł. R. Riedel) – (03:49)
7. "Kim jestem – jestem sobie" (muz. R. Riedel, J. Styczyński, sł. R. Riedel) – (04:09)
8. "Oh, Słodka" (muz. Dżem, sł. R. Riedel) – (08:12)

## Muzycy
- Paweł Berger – instrumenty klawiszowe, fortepian, rhodes
- Michał Giercuszkiewicz – perkusja
- Adam Otręba – gitara
- Beno Otręba – gitara basowa
- Ryszard Riedel – śpiew, harmonijka ustna
- Jerzy Styczyński – gitary

gościnnie
- Rafał Rękosiewicz – instrumenty klawiszowe, organy Hammonda (4, 5)
- Jerzy "Jorgos" Skolias – śpiew (1, 2, 3)
- Leszek Winder – gitara slide (1, 3, 5)

## Wydawnictwa
- LP Polskie Nagrania „Muza” SX 2236; październik 1985
- MC Polskie Nagrania „Muza” CK 501; listopad 1985
- CD Polskie Nagrania „Muza” PNCD 183; listopad 1991
- MC Metal Mind Productions MMP 0027; 1992
- CD Ania Box Music CD-ABM 034; październik 1995
- CD Box Music BSCD–001; wrzesień 1997
- CD Box Music / Pomaton EMI 7243 5 22645 2 0; 16 października 1999
- CD Dżem / Pomaton EMI 7243 5 93684 2 9; 27 września 2003 (DIGITAL Remastered 2003)